# One Piece: Pirate Warriors 2
One Piece: Pirate Warriors 2, in Giappone One Piece: Kaizoku musō 2 (ワンピース 海賊無双? lett. "Pirati di One Piece senza rivali 2"), è un videogioco per PlayStation 3 e PlayStation Vita (quest'ultima edizione solo per il mercato giapponese) sviluppato dall'Omega Force e pubblicato da Namco Bandai Games. Il gioco è stato annunciato sulla rivista Shōnen Jump, come un sequel di One Piece: Pirate Warriors. Il gioco mostra una storia del tutto inedita ed alternativa rispetto agli avvenimenti del manga e dell'anime, mostrando avvenimenti differenti.
I giocatori giapponesi ed europei che hanno effettuato il pre-ordine del gioco potevano ottenere un codice seriale per il vestito di Rufy in stile One Piece Film Z, e un codice seriale per il gioco sociale Collection Grand.

## Trama
La storia ruota intorno a Rufy che, giunto a Punk Hazard, perde i suoi compagni per via del Control Dial, una terribile arma creata dalla Marina e capace di controllare le persone. Rufy, stringendo un'alleanza con Barbabianca, dà la caccia a Barbanera che, con l'aiuto di Gekko Moria e Ener, crea la Grande Alleanza Pirata e con il potere del Dial crea un esercito di sottoposti potenti, tra cui il CP9, gli ex-membri della Baroque Works e la ciurma di Cappello di Paglia. Intanto la Marina, comandata da Akainu e Kizaru, insegue Teach per riprendere il Dial e impedire il completo annientamento della Marina. Inizia così la guerra tra pirati e marines per decidere il destino del mondo.

## Modalità di gioco

### Novità
Rispetto al primo capitolo:
- Le locazioni inedite sono Skypiea, Thriller Bark e Punk Hazard.
- I personaggi giocabili ora sono molti di più: 37, rispetto ai soli 13 del primo capitolo.
- I bottoni degli input per le combo sono stati cambiati.
- I personaggi possono ora utilizzare l'Haki/Ambizione per eliminare i nemici dalla mappa e può essere utilizzato per modificare il set d'attacco di un personaggio a seconda delle sue caratteristiche. Alcuni effetti dell'Haki comprendono l'aumentare la potenza d'attacco di un personaggio, la possibilità di contrattaccare immediatamente e di eseguire dei KO istantanei.
- Fa il suo esordio la modalità Dream Story in sostituzione del "Diario Principale".
- A differenza del suo predecessore, qui gli avvenimenti si discostano totalmente dalla trama principale del manga e dell'anime mostrando una storia alternativa dei personaggi.

### Modalità giocabili
- Dream Story: In accordo con Hisashi Koinuma, il gioco non segue la storia originale, che viene rimpiazzata da una storia inventata ambientata nel Nuovo Mondo composta da 18 stages: Le tre fazioni che si danno battaglia sono:
  - L' "Alleanza di Cappello di Paglia e Barbabianca": formata dalla Ciurma di Cappello di Paglia e dai Pirati di Barbabianca
  - La Marina: comandata da Akainu e Kizaru
  - La "Grande Alleanza Pirata": capitanata da Gekko Moria, Marshall D. Teach e Ener.
- Modalità Online

## Luoghi e geografia
- Orange Town
- Baratie
- Arlong Park
- Drum
- Alabasta
- Skypiea
- Enies Lobby
- Thriller Bark
- Arcipelago Sabaody (Pre e post timeskip)
- Impel Down
- Marineford
- Punk Hazard

## Personaggi
I personaggi giocabili sono 37, di cui 18 appartenenti alla Ciurma di Cappello di Paglia (Pre e Post Timeskip).

### Personaggi giocabili
Ciurma di Cappello di Paglia
- Rufy (Prima e dopo i due anni di allenamento, costume "ONE PIECE Z", costume samurai pre-allenamento). Questo è il primo gioco appartenente alla serie di One Piece edito dalla Namco Bandai Italia ad avere il nome del protagonista "Rufy" anziché "Rubber".
- Roronoa Zoro (Prima e dopo i due anni di allenamento, costume "ONE PIECE Z", costume samurai pre-allenamento)
- Nami (Prima e dopo i due anni di allenamento, costume "saga dell'isola di Drum", 2 costumi speciali post-allenamento)
- Sanji (Prima e dopo i due anni di allenamento, costume "ONE PIECE Z", kimono pre-allenamento)
- TonyTony Chopper (Prima e dopo i due anni di allenamento, kimono pre-allenamento)
- Usop (Prima e dopo i due anni di allenamento, 1 costume speciale pre-allenamento)
- Nico Robin (Prima e dopo i due anni di allenamento, 2 costumi speciali post-allenamento, kimono pre-allenamento, costume "saga di Alabasta")
- Franky (Prima e dopo i due anni di allenamento)
- Brook (Prima e dopo i due anni di allenamento)

Pre timeskip
- Dio Ener
- Orso Bartholomew
- Monkey D. Garp
- Akainu
- Buggy (Pre timeskip, Impel Down e Marineford)
- Crocodile (Pre timeskip e Marineford)
- Drakul Mihawk
- Edward Newgate
- Marco
- Portuguese D. Ace (Pre timeskip e STRONG WORLD)
- Boa Hancock (Pre timeskip e 2 costumi speciali)

Post timeskip
- Perona (Post timeskip e 2 costumi speciali)
- Smoker
- Trafalgar Law
- Aokiji (Pre e Post timeskip)
- Kizaru (Pre e Post timeskip)
- Jinbei
- Marshall D. Teach (Pre e Post timeskip)

### Supporto
Oltre ai personaggi giocabili disponibili come supporto, ci sono altri personaggi di supporto:
- Jaws
- Vista
- Emporio Ivankov
- Mr. 3
- Mr. 2 Von Clay
- Arlong
- Hacchan
- Kaku
- Jabura
- Rob Lucci

- Blueno
- Don Krieg
- Lapin
- Wapol
- Sentomaru
- Gekko Moria
- Minotauros
- Hannyabal
- Magellan

### Boss
Di seguito i boss:
Baratie
- Drakul Mihawk
- Don Krieg

Arlong Park
- Arlong
- Hacchan

Drum
- Lapin
- Wapol

Alabasta
- Crocodile

Skypiea
- Eneru

Enies Lobby
- Kaku
- Jabura
- Rob Lucci
- Blueno

Thriller Bark
- Perona
- Gekko Moria

Arcipelago Sabaody
- Pacifisti
- Orso Bartholomew
- Sentomaru

Impel Down
- Minotauros
- Hannyabal
- Magellan

Marineford
- Marshall D. Teach

Punk Hazard
- Roronoa Zoro
- Usop
- Sanji
- Nico Robin
- Franky
- TonyTony Chopper
- Brook

Nemici comuni
- Berretti Bianchi
- Zombie
- Guardie di Impel Down
- Uomini-Pesce
- Marine
- Agenti del Cipher Pol
- Soldati di Wapol
- Prigionieri di Impel Down
- Pirati

## Edizioni limitate

### Treasure Box Edition
L'edizione Treasure Box include un set-skin adesivo PS3 del gioco, un CD della colonna sonora originale, un Artbook, e un set di carte con ritratti i personaggi della ciurma.

### Collector's Edition
L'edizione Collector's Edition include una statuina di Rufy alta 14 cm.

## Accoglienza
La rivista Play Generation diede alla versione per PlayStation 3 un punteggio di 73/100, apprezzando la trama creata appositamente per l'occasione e la realizzazione tecnica in stile anime, ma come contro la struttura di gioco che mancava quasi completamente di varietà, finendo per trovarlo un titolo di discreta fattura, che risente di meccaniche di gioco troppo semplici e ripetitive, consigliandolo solo agli appassionati della serie.